# وایسیگ ام راشوتس

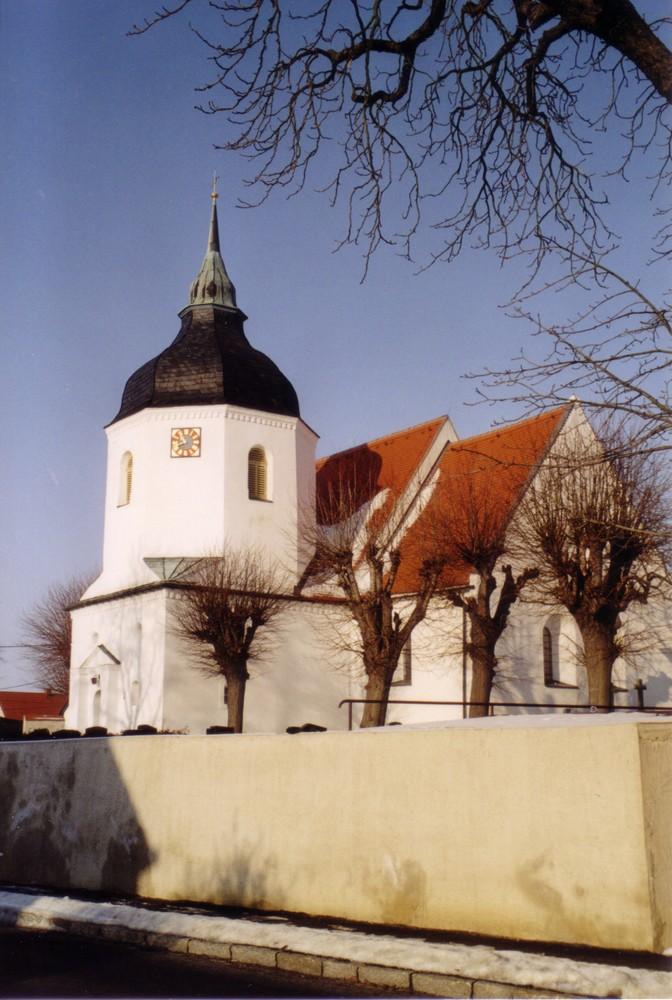
وایسیگ ام راشوتس

وایسیگ ام راشوتس (به آلمانی: Weißig am Raschütz) یک منطقهٔ مسکونی در آلمان است که در لامپرتسوالده واقع شده‌است. وایسیگ ام راشوتس ۹۱۵ نفر جمعیت دارد.